# Diario Oficial de la República de Chile
El Diario Oficial de la República de Chile es el medio de publicación de las leyes, decretos y otras normas jurídicas emanadas de los órganos del Estado. Además se publican ciertos actos públicos y privados de inserción obligatoria. 
Fue creado por decreto del 15 de noviembre de 1876 del presidente Aníbal Pinto. Su primer número corresponde al 1 de marzo de 1877. El Diario Oficial aparece de lunes a sábado, excepto los días festivos. Desde 2016 su versión digital es la única oficial.

## Historia

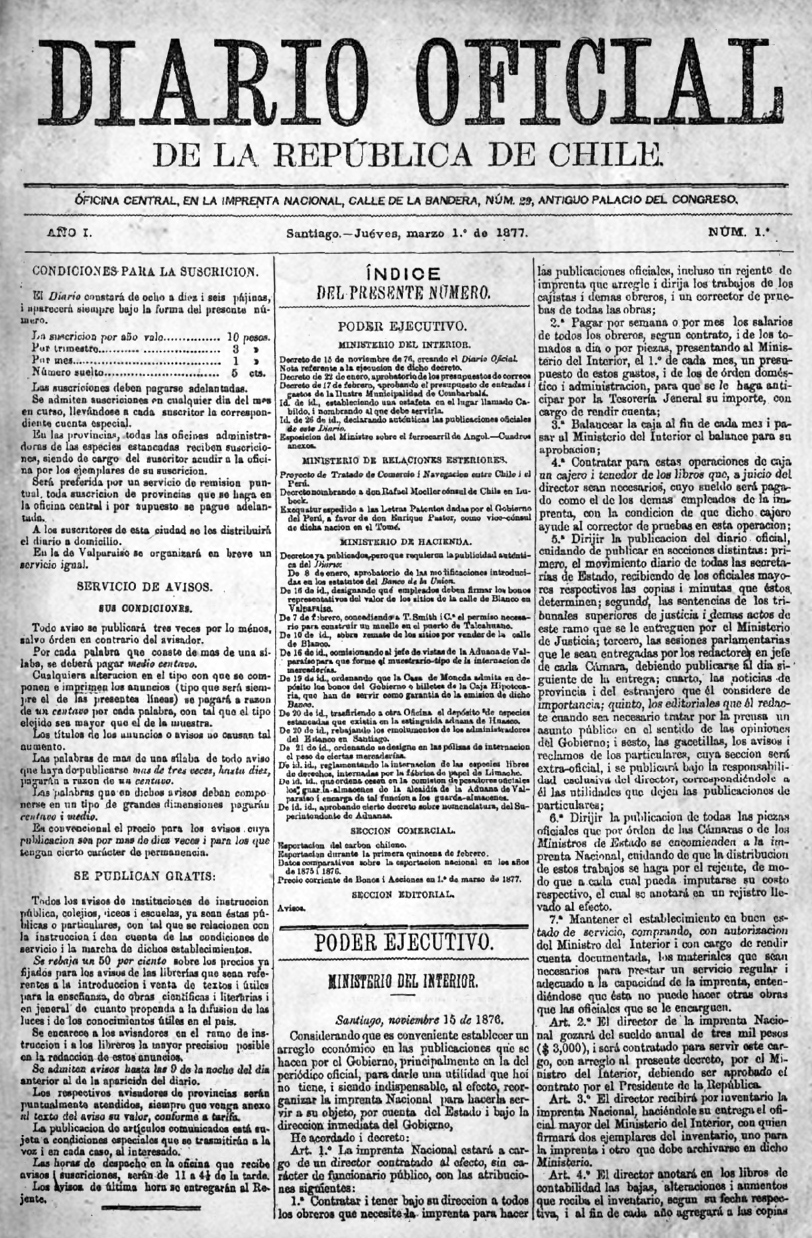
Primer número del Diario Oficial de la República de Chile (1 de marzo de 1877).

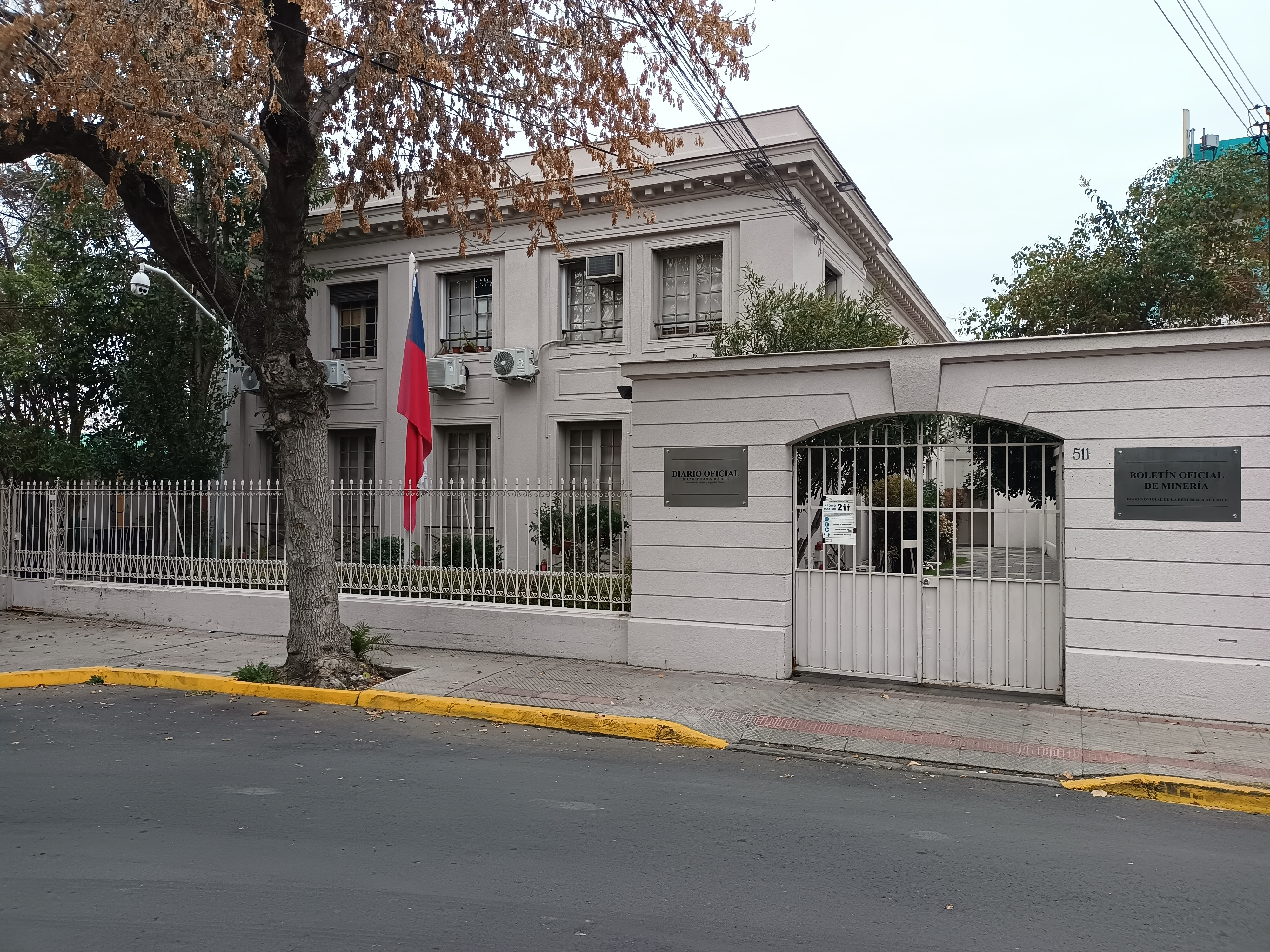
Sede del Diario Oficial en Providencia.

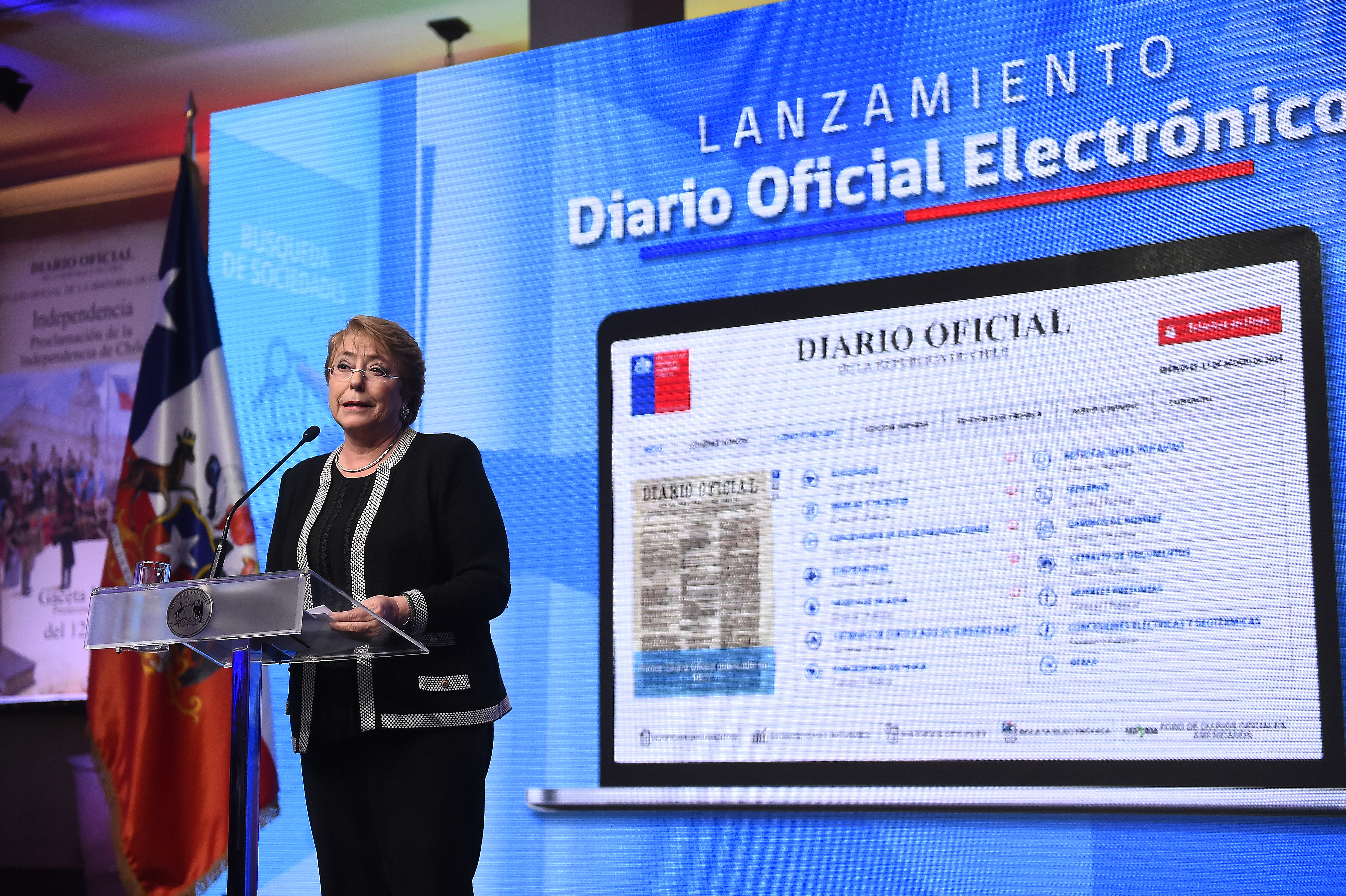
La presidenta Michelle Bachelet en el lanzamiento de la nueva edición digital del Diario Oficial en 2016.

El Diario Oficial reemplazó a El Araucano (1830-1876), que era el diario oficial hasta entonces. Fue creado por iniciativa del ministro del Interior, José Victorino Lastarria, quien deseaba tener un medio netamente oficial, reglamentar la publicación de los documentos oficiales y organizar la Imprenta Nacional.
Su primer director y de la Imprenta Nacional fue Ricardo Becerra. En sus primeros años continuó publicando columnas editoriales como su predecesor, pero luego fue ocupado únicamente para documentos oficiales (leyes, decretos, etc.). En 1880 Becerra fue reemplazado por Guillermo Blest Gana, a quien le sucedió Alcibíades Roldán (1884-1891), Carlos Emeterio Cerda (1891-1912) y Honorario Henríquez Pérez (1912-1926).
A finales de 1890 y comienzos de 1891 reaparecieron las columnas editoriales, que al parecer eran escritas por el propio presidente José Manuel Balmaceda o auxiliares de su gobierno. Después de 1891, esta práctica desapareció por completo; aprovechándose de esta situación fue publicado el Diario Oficial del Verdadero Gobierno, un diario opositor.[cita requerida] La Guerra Civil de 1891 generó en las fuerzas congresistas la necesidad de oficializar las órdenes y decisiones de la Junta de Gobierno de Iquique, por lo que se publicó el Boletín Oficial de la Junta de Gobierno en Iquique desde mayo de ese año. Durante el transcurso de la guerra, el Diario Oficial continuó publicándose, sin embargo, después de la caída del gobierno de Balmaceda se dejó de editar, a contar del 1 de septiembre, por casi dos meses y medio. Recién volvería a ser publicado el 11 de noviembre de ese mismo año.
El golpe de Estado del 11 de septiembre de 1973 interrumpió la publicación del Diario Oficial por segunda vez en su historia, aunque esta vez solo por cinco días hábiles. Recién volvería el 18 de septiembre —fecha inusual de publicación por ser el feriado nacional que conmemora la independencia de Chile— con la publicación de los primeros decretos leyes emanados por la Junta Militar.
El 30 de diciembre de 1981 el Diario Oficial adoptó el sistema de impresión ófset, abandonando el sistema de linotipias que había utilizado desde su fundación.
El 19 de abril de 2016 fue publicado el decreto del Ministerio del Interior que modifica la organización y funcionamiento del Diario Oficial, eliminando también su versión impresa y validando legalmente su edición digital. A partir del 17 de agosto se imprimen solamente copias impresas para archivo y referencia, destinadas al propio Diario Oficial, la Biblioteca Nacional, la Biblioteca del Congreso Nacional, la Corte Suprema y el Archivo Nacional.

## Administración
Originalmente fue editado por la Imprenta Nacional. Su administración fue concesionada a particulares en 1926. Pero debido a su insatisfactorio funcionamiento, en 1931 fue encargada su administración a la Empresa Periodística La Nación S.A. Esta última, desde 1934, asumió directamente su edición e impresión.
El 27 de agosto de 2013 la administración del Diario Oficial pasó al Ministerio del Interior y sus oficinas centrales se trasladaron a la calle Doctor Torres Boonen 511, en la comuna de Providencia.

## Contenido
En el Diario Oficial se publican diversas normas, tales como leyes, decretos legislativos, decretos y resoluciones de diversos órganos y servicios públicos, decretos alcaldicios, ordenanzas municipales, auto acordados de los tribunales de justicia y acuerdos del Banco Central de Chile.
También se realizan publicaciones judiciales, como avisos de extravíos de documentos, de cambio de nombre, de muerte presunta, quiebras, notificaciones por aviso, entre otras.
Asimismo, se publican llamados a concursos y licitaciones públicas, extractos de las escrituras públicas de constitución de sociedades, citaciones a junta de accionistas, balances y estados de situación de ellas, balances del Banco Central, entre otros.
Desde el 3 de julio de 2017, el Diario Oficial es el encargado de publicar el Boletín Oficial de Minería, el cual hasta esa fecha estaba repartido en distintos boletines provinciales o regionales.

## Directores
- Ricardo Becerra (1877-1880)
- Guillermo Blest Gana (1880-1884)
- Alcibíades Roldán (1884-1891)
- Carlos Emeterio Cerda (1891-1910)
- Luis Roberto López (1910-1912)
- Honorio Henríquez Pérez (1912-1924)
- Armando Hinojosa (1924-1926)
- Augusto Ovalle/Óscar Barrios (1926-1931)
- Enrique Menchaca Salgado (1974-1990)
- Florencio Ceballos Bustos (1990-2010)
- Cristian Letelier Aguilar (2010-2011)
- Eduardo Ramírez Cruz (2011-2013)
- Cecilia Power Helfmann (2013-2014)
- Carlos Orellana Céspedes (2014-marzo de 2018)
- Juan Jorge Lazo Rodríguez (marzo de 2018-2022)
- Felipe Peroti Díaz (2022-presente)